# Liste der Schiffe der United States Navy/P

## P–Pa
- USS P. H. Burnett
- USS P. K. Bauman
- USS Paddle
- USS Paducah (PG-18)
- USS Page County (LST-1076)
- USS Paiute (ATF-159)
- USS Pakana (AT-108/ATF–108)
- USS Palace
- USS Palatka
- USS Palau (CVE-122)
- USS Palawan
- USS Palisade
- USS Palisana
- USS Pallas
- USS Palm
- USS Palm Beach
- USS Palmer (DD-161)
- USS Palmetto
- USS Palmyra (ARST-3)
- USS Palo Blanco
- USS Paloma
- USS Palomas
- USS Palos
- USS Paloverde
- USS Pamanset
- USS Pamina
- USS Pampanga (PG-39)
- USS Pampanito (SS-383)
- USS Pampero
- USS Panama
- USS Panaman
- USS Panameta
- USS Panamint (AGC-13)
- USS Panay (1899, PR-5, AG-41)
- USS Panda
- USS Pandernus
- USS Pandora
- USS Pansy
- USS Panther (1889/AD-6, IX-105, ehemals USS SC-1470)
- USS Panuco
- USS Paoli
- USS Papago (ATF-160)
- USS Papaya
- USS Para
- USS Paragon
- USS Paragould (PC-465)
- USS Paragua
- USS Paramount
- USS Parche (SS-384, SSN-683)
- USS Pargo (SS-264, SSN-650)
- USS Paricutin (AE-18)
- USS Park County (LST-1077)
- USS Parker (DD-48, DD-604)
- USS Parkersburg
- USS Parks (DE-165)
- USS Parle (DE-708)
- USS Parrakeet
- USS Parret
- USS Parris Island
- USS Parrot (MSC-197)
- USS Parrott
- USS Parsons (DD-949/DDG-33)
- USS Parthenia
- USS Partridge
- USS Pasadena (CL-65, SSN-752)
- USS Pascagoula (PCE-874)
- USS Pasco (PF-6)
- USS Pasig
- USS Pasquotank
- USS Passaconaway (1863, AN-86)
- USS Passaic (1862)
- USS Passumpsic (AO-107)
- USS Pastores
- USS Pat Caharty
- USS Patapsco (1799, 1806, 1812, 1862, AT-10, AOG-1)
- USS Patchogue (PC-586)
- USS Pathfinder (AGS-60)
- USS Patoka (AO-9)
- USS Patricia
- USS Patrick Henry (SSBN-599)
- USS Patriot (PYc-47, MCM-7)
- USS Patroclus
- USS Patrol
- USS Patrol #1
- USS Patrol #2
- USS Patrol #4
- USS Patrol #5
- USS Patrol #6
- USS Patrol #7
- USS Patrol #8
- USS Patrol #10
- USS Patrol #11
- USS Patroon
- USS Patterson (DD-36, DD-392, FF-1061)
- USS Pattina
- USS Patuxent (AO-201)
- USS Paul (FF-1080)
- USS Paul Buck (AOT-1122)
- USS Paul F. Foster (DD-964)
- USS Paul G. Baker
- USS Paul Hamilton (DD-307, DD-590, DDG-60)
- USS Paul Ignatius (DDG-117)
- USS Paul Jones (1862, DD-10, DD-230)
- USS Paul Jones, Jr. (1863)
- USS Paul Revere (LPA-248)
- USS Paulding
- USS Pauline
- USS Pavlic (APD-70)
- USS Pavo
- USS Paw Paw
- USS Pawcatuck (AO-108)
- USS Pawnee (1859, YT-21, SP-699, AT-74/ATF-74)
- USS Pawtucket (YT-7, YTB-359)
- USS Pawtuxet (1864)
- USS Payette County (LST-1079)
- USS Paysandu (1898)

## Pc–Pe
- USS PC-815 (1943)
- USS PC-1217 (1943)
- USS PC-1264 (1943)
- USS Peacock (MSC-198)
- USS Pearl
- USS Pearl Harbor (LSD-52)
- USS Pearl River
- USS Peary
- USS Pecatonica (AOG-57)
- USS Peconic (AOG-68)
- USS Pecos (AO-65, AO-197)
- USS Pee Dee River
- USS Peerless
- USS Pegasus (PHM-1)
- USS Peggy
- USS Peiffer
- USS Peleliu (LHA-5)
- USS Pelias (AS-14)
- USS Pelican (MSCO-32, MHC-53)
- USS Pembina
- USS Pemiscot
- USS Penacook
- USS Pender County (LST-1080)
- USS Penetrate
- USS Penguin
- USS Pennewill
- USS Pennsylvania (1837, ACR-4, BB-38, SSBN-735)
- USS Pennsylvania R. R. No. 9
- USS Penobscot (ATA-188)
- USS Pensacola (1861, AG-13, CA-24, LSD-38)
- USS Pentheus
- USS Pentucket
- USS Peony
- USS Peoria (LST-1183)
- USS Peosta (1857)
- USS Pepperwood
- USS Pequawket
- USS Pequeni
- USS Pequot
- USS Perch (SS-176, SS-313)
- USS Percival (DD-298, DD-452)
- USS Percy Drayton
- USS Perdido
- USS Peregrine
- USS Perfecto
- USS Peri
- USS Peridot
- USS Peril
- USS Periwinkle
- USS Perkins (DD-26, DD-377, DD-877)
- USS Permit (SS-178, SSN-594)
- USS Perry (1843, DD-11, DMS-17, DD-844)
- USS Perseus (AF-64)
- USS Perseverance
- USS Persistent (PYc-48, AGOS-6, MSO-491)
- USS Pert
- USS Peshewah
- USS Pessacus
- USS Petaluma (AOG-79)
- USS Pete
- USS Peter C. Struven
- USS Peter Demill
- USS Peter H. Crowell
- USS Peterhoff
- USS Petersburg (AOT-9101)
- USS Peterson (DE-152, DD-969)
- USS Peto (SS-265)
- USS Petoskey (PC-569)
- USS Petrel (ASR-14)
- USS Petrelita
- USS Petrita
- USS Petrof Bay (CVE-80)
- USS Petrolite
- USS Pettit (DE-253)

## Pf–Pi
- USS PFC Dewayne T. Williams (AK-3009)
- USS PFC Eugene A. Obregon (AK-3006)
- USS PFC James Anderson, Jr. (AK-3002)
- USS PFC William B. Baugh (AK-3001)
- USS Phalarope
- USS Phantom
- USS Phaon
- USS Pharris (FF-1094)
- USS Pheasant (AM-61)
- USS Phelps (DD-360)
- USS Phertakite
- USS Philadelphia (1776, 1799, 1861, C-4, CL-41, SSN-690)
- USS Philip (DD-76, DD-498)
- USS Philippi
- USS Philippine Sea (CV-47, CG-58)
- USS Philippines (SP-1677, CB-4)
- USS Phillips
- USS Phineas Sprague
- USS Phlox
- USS Phobos (AK-129)
- USS Phoebe (MSC-199)
- USS Phoebus
- USS Phoenix (1778, 1841, 1861, CL-46, AG-172, SSN-702)
- USS Piave
- USS Pickaway (LPA-222)
- USS Pickens
- USS Pickerel (SS-524)
- USS Pickering (1798)
- USS Picket
- USS Picking (DD-685)
- USS Pictor (AF-54)
- USS Picuda (SS-382)
- USS Piedmont (AD-17)
- USS Pierce
- USS Pierre (PC-1141)
- USS Pigeon (ASR-21)
- USS Pigot
- USS Pike (SS-6, SS-173)
- USS Pikeville (PC-776)
- USS Pilford
- USS Pilgrim
- USS Pilgrim II
- USS Pililaau (AKR-304)
- USS Pillsbury
- USS Pilot (MSF-104)
- USS Pilotfish (SS-386)
- USS Pima County (LST-1081)
- USS Pinafore
- USS Pinckney (DDG-91)
- USS Pine
- USS Pine Island (AV-12)
- USS Pink
- USS Pinkney (APH-2)
- USS Pinna
- USS Pinnacle (MSO-462)
- USS Pinnebog (AOG-58)
- USS Pinola
- USS Pinon
- USS Pinta
- USS Pintado (SS-387, SSN-672)
- USS Pintail
- USS Pinto (ATF-90)
- USS Piomingo
- USS Pioneer (AM-105, MCM-9)
- USS Pioneer Valley (AO-140)
- USS Pipefish (SS-388)
- USS Piper
- USS Pipit
- USS Piqua
- USS Piranha
- USS Pirate
- USS Piscataqua (AOG-80)
- USS Pit River
- USS Pitamakan
- USS Pitcairn
- USS Pitchlynn
- USS Pitkin County (LST-1082)
- USS Pitt (APA-223)
- USS Pittsburgh (CA-4, CA-72, SSN-720)
- USS Pivot (MSO-463)

## Pl–Po
- USS Placerville (PC-1087)
- USS Plaice (SS-390)
- USS Plainview (AGEH-1)
- USS Planter
- USS Platono
- USS Platte (AO-186)
- USS Plattsburg (SP-1645)
- USS Pledge (MSO-492)
- USS Pleiades (AK-46)
- USS Plover
- USS Pluck (MSO-464)
- USS Plumas County (LST-1083)
- USS Plunger (SS-2, SS-179, SSN-595)
- USS Plunkett (DD-431)
- USS Plymouth (1844, 1867, SP-3308, PG-57)
- USS Plymouth Rock (LSD-29)
- USS Pocahontas (1852, AT-18, SP-3044, YT-266)
- USS Pocasset
- USS Pocatello (PF-9)
- USS Pochard
- USS Pocomoke
- USS Pocono (LCC-16)
- USS Pocotagligo
- USS Pogatacut
- USS Pogy (SS-266, SSN-647)
- USS Poinsett
- USS Point Barrow
- USS Point Bonita
- USS Point Cruz (CVE-119)
- USS Point Defiance (LSD-31)
- USS Point Lobos
- USS Point Loma (AGDS-2)
- USS Pokagon
- USS Pokanoket
- USS Polana
- USS Polar Bear
- USS Polar Land
- USS Polar Sea
- USS Polar Star
- USS Polaris
- USS Politesse
- USS Polk
- USS Polk County (LST-1084)
- USS Pollack (SS-180, SSN-603)
- USS Pollux (AKR-290)
- USS Polly
- USS Pollyanna
- USS Pomander
- USS Pomeroy (AKR-316)
- USS Pomfret (SS-391)
- USS Pomodon (SS-486)
- USS Pompano (SS-181, SS-491)
- USS Pompanoosuc
- USS Pompey
- USS Pompon
- USS Ponaganset (AO-86)
- USS Ponce (SP-364, LPD-15)
- USS Ponchatoula (AOG-38, AO-148)
- USS Pondera
- USS Ponkabia
- USS Pontiac (SP-2343)
- USS Pontoosuc
- USS Pontotoc
- USS Pontus
- USS Poole (DE-151)
- USS Pope (DD-225, DE-134)
- USS Poplar
- USS Poppy
- USS Poquim
- USS Porcupine
- USS Porpoise (1820, 1836, SS-7, YFB-2047, SS-172)
- USS Port Blakeley
- USS Port Clinton (PC-1242)
- USS Port Discovery
- USS Port Fire
- USS Port Royal (1862, CG-73)
- USS Port Whangarei
- USS Portage (PCE-902)
- USS Portage Bay
- USS Portent
- USS Porter (TB-6, DD-59, DD-356, DD-800, DDG-78)
- USS Porterfield (DD-682)
- USS Portland (CA-33, LSD-37, LPD-27)
- USS Portobago
- USS Portsmouth (1798, 1843, CL-102, SSN-707)
- USS Portunus
- USS Poseidon
- USS Positive
- USS Postmaster General
- USS Potawatomi
- USS Potomac (1822, 1861, AT-50, AG-25, T-AOT-181)
- USS Potomska
- USS Potter County (LST-1086)
- USS Poughkeepsie (PF-26)
- USS Powder River (LSM(R)-519)
- USS Power (DD-839)
- USS Powhatan (1850, 1861, 1898, SP-3013, YT-128)

## Pr–Py
- USS Prairie (1890, AD-15)
- USS Prairie Bird
- USS Prairie Mariner
- USS Prairie State (IX-15)
- USS Pratt
- USS Preble (1813, 1839, DD-12, DD-345, DDG-46, DDG-88)
- USS Precept
- USS Precise
- USS Prefect
- USS Prentiss
- USS Prescott
- USS Preserver (ARS-8)
- USS President (1800, 1812)
- USS President Adams
- USS President Grant (ID-3014)
- USS President Hayes
- USS President Jackson
- USS President Lincoln
- USS President Monroe
- USS President Polk
- USS President Warfield
- USS Presidio
- USS Presley
- USS Presque Isle
- USS Prestige
- USS Preston (1864, 1865, DD-19, DD-327, DD-379, DD-795)
- USS Pretext
- USS Pretoria
- USS Prevail (AGOS-8)
- USS Preventer
- USS Price (DE-332)
- USS Prichett (DD-561)
- USS Pride (DE-323)
- USS Prime (MSO-466)
- USS Primrose
- USS Prince
- USS Prince Georges
- USS Prince William (CVE-19, CVE-31)
- USS Princess Matoika
- USS Princess Royal (1863)
- USS Princeton (1843, 1852, 1898, CVL-23, CV-37, CG-59)
- USS Principle
- USS Pringle (DD-477)
- USS Prinz Eitel Friedrich
- Prinz Eugen (IX-300)
- USS Prinz Friedrich Wilhelm
- USS Prinzess Irene
- USS Priscilla
- USS Private Elden H. Johnson
- USS Private Francis X. McGraw
- USS Private Frank J. Petrarca (AK-250)
- USS Private Franklin J. Phillips (AK-3004)
- USS Private Joe E. Mann
- USS Private Joe P. Martinez
- USS Private John F. Thorson
- USS Private John R. Towle (AK-240)
- USS Private Jose F. Valdez (AG-169)
- USS Private Joseph F. Merrell (AK-275)
- USS Private Leonard C. Brostrom (AK-255)
- USS Private Sadao S. Munernori
- USS Private William H. Thomas
- USS Privateer
- USS Procyon (AG-11, AK-19, AF-61)
- USS Progress
- USS Progressive
- USS Project
- USS Prometheus (1814, AR-3)
- USS Propus
- USS Proserpine
- USS Protector (1863, ARS-14, YAGR-11)
- USS Proteus (1863, AC-9, AS-19)
- USS Proton
- USS Providence (1775, 1776, Fregatte, 1776, CL-82, CG-6, SSN-719)
- USS Provincetown
- USS Provo (AG-173)
- USS Provo Victory
- USS Prowess
- USS Prudent (PG-96)
- USS Pruitt (DD-347/AG-101)
- USS Psyche V
- USS Ptarmigan
- USS Pudiano
- USS Pueblo (CA-7, PF-13, AGER-2)
- USS Puerto Rico (CB-5)
- USS Puffer (SS-268, SSN-652)
- USS Puffin
- USS Puget Sound (CVE-113, AD-38)
- USS Pulaski (1854)
- USS Pulaski County (LST-1088)
- USS Pumper
- USS Purdy (DD-734)
- USS Puritan (1864, BM-1, 1918, IX-69, MMA-16)
- USS Pursuit
- USS Purveyor
- USS Pushmataha
- USS Putnam (DD-287, DD-757)
- USS Pybus
- USS Pyro (AE-1, AE-24)
- USS Pyrope